# Theresia Pfänder
Theresia Pfänder, geborene Berger (* 20. Januar 1928 in Liegnitz; † 2. April 2013 in Lahr/Schwarzwald) war eine deutsche Unternehmerin und Kommunalpolitikerin (CDU).

## Leben
Drei Jahre lebte Theresia Berger in ihrer Geburtsstadt Liegnitz, dann zogen ihre Eltern nach Berlin, wo sie den größten Teil ihrer Kindheit und Jugend verbrachte. Im Jahr 1943 siedelte die Familie nach Lahr im Schwarzwald über, wo Theresias Vater Gerhard Berger zwei Jahre zuvor eine Firma für Messinstrumente und Regelgeräte gegründet hatte. Dort besuchte sie zwei Jahre lang das Max-Planck-Gymnasium.

Im Alter von 19 Jahren heiratete Theresia Berger im Jahr 1947 August Pfänder, der als Finanzstratege im Unternehmen ihres Vaters arbeitete. Obwohl aus der Ehe drei Kinder hervorgingen, arbeitete Theresia Pfänder weiterhin aktiv und in verantwortlicher Position im Betrieb mit. Zusammen baute das Ehepaar die Firma Berger Lahr zu einem florierenden Betrieb aus, der im Laufe der Jahre mit fast 800 Beschäftigten zu den größten in Lahr gehörte.
Nach dem Tod ihres Ehemannes wurde Theresia Pfänder Inhaberin und Geschäftsführerin des Familienbetriebs und führte diesen erfolgreich allein weiter. Erst nach dem Verkauf des Betriebs an die Schweizerische Industriegesellschaft (SIG-Konzern) im Jahr 1988 zog sich Theresia Pfänder aus dem aktiven Geschäftsleben zurück.
Theresia Pfänder war auch politisch tätig. Als Mitglied der CDU war sie in den Jahren 1973 bis 1980 Mitglied des Kreistags des 1973 neu gebildeten Ortenaukreises. Sie war Mitbegründerin und sechzehn Jahre lang 1. Vorsitzende des Fördervereins ihrer ehemaligen Schule „Verein der Freunde des Max-Planck-Gymnasiums“ in Lahr; nach ihrer aktiven Zeit im Verein wurde sie zu seiner Ehrenvorsitzenden ernannt.  Im Jahr 1997 war sie Mitbegründerin des Fördervereins „Freundeskreis Klinikum Lahr e.V.“
Der Stadtpark von Lahr, ein im Rahmen eines Vermächtnisses der Stadt überlassener, aufwändig angelegter Privatgarten, lag Theresia Pfänder besonders am Herzen. Im Jahr 1988 hatte sie bereits zu den Mitbegründern des Vereins „Freundeskreis Lahrer Stadtpark e.V.“ gehört und war zwölf Jahre lang dessen Vorsitzende. Mit dem Ziel, den Stadtpark auch für kommende Generationen zu erhalten und zu entwickeln, rief sie am 27. September 2006 die „Berger-Pfänder-Stiftung“ ins Leben und stattete diese mit einem Vermögen von 1 Million Euro aus. Aus den Anlageerträgen wurden Projekte zur Pflege, Entwicklung und Umgestaltung des Parks und eine intensive Öffentlichkeitsarbeit gefördert.
Theresia Pfänder verstarb im April 2013 im Alter von 85 Jahren in Lahr.

## Ehrungen
- Ehrennadel des Landes Baden-Württemberg
- Bürgermedaille der Stadt Lahr (2002)
- Verdienstmedaille des Landes Baden-Württemberg (2006)[6]
- Ehrenmitglied des Vereins Freundeskreis Lahrer Klinikum
- Ehrenvorsitzende des Vereins Freunde des Max-Planck-Gymnasiums